# Reinhold Kauder
Reinhold Kauder (Bückeburg, 30 gennaio 1950) è un ex canoista tedesco.

## Palmarès

### Olimpiadi
- 1 medaglia[1]:
  - 1 argento (Monaco di Baviera 1972 nel C-1)

### Mondiali
- 4 medaglie[1]:
  - 2 ori (Bourg St.-Maurice 1969 nel C-1 a squadre; Merano 1971 nel C-1)
  - 2 argenti (Bourg St.-Maurice 1969 nel C-1; Merano 1971 nel C-1 a squadre)